# Taťána Hladěnová
Taťána Hladěnová (rozená Vranešičová, 1. září 1920 Pardubice – 2. července 1942 Pardubice) byla odbojářka z období druhé světové války, spolupracovnice výsadku Silver A.

## Život

### Mládí
Taťána Vranešičová se narodila 1. září 1920 v Pardubicích v rodině obchodníka jihoslovanského původu. Absolvovala místní gymnázium, kde odmaturovala 22. června 1939. Poté, co byl zrušen její první plánovaný sňatek, se v březnu 1939 vdala za Františka Hladěnu, bývalého motocyklového závodníka a zakladatele závodu Zlatá přilba, který byl jejím vzdáleným příbuzným a byl o sedmnáct let starší.

### Protinacistický odboj
V zimě 1942 se stala Taťána Hladěnová i se svým manželem spolupracovníky výsadku Silver A, kdy jeho členy Alfréda Bartoše, Josefa Valčíka a Jiřího Potůčka na nějaký čas ubytovali v zahradním altánu za autodílnou Františka Hladěny. Podle některých zdrojů došlo později k ukončení pobytu z důvodu přílišné náklonnosti Taťány Hladěnové k Alfrédu Bartošovi, jiné se o tomto důvodu nezmiňují. Mimo další pomoc společně s Hanou Krupkovou kontaktovaly Jarmilu Bočkovou a přesvědčily jí, aby pomohla výsadek napojit na Václava Morávka, fungovaly též jako spojka mezi Pardubicemi a Prahou. Dne 16. června 1942 došlo ke zradě Karla Čurdy, díky kterému se Gestapo dostalo ke jménům a adresám spolupracovníků parašutistů a mimo jiné zatklo Hanu a Václava Krupkovy. V jejich bytě nalezlo i Bartošovy záznamy. Není zřejmé, co v nich přesně bylo, ale nemohlo jít o konkrétní jména, protože k dalšímu zatýkání docházelo postupně, jak byla prolamována konspirace. František a Taťána Hladěnovi byli zatčeni 20. června 1942, převezeni na pardubickou úřadovnu a krutě vyslýcháni. František zahynul ještě během výslechu. O místních činovnících a jejich kšeftech toho dost věděl, protože s nimi spolupracoval jako odhadce zabavených motorových vozidel. Jeho tělo bylo nalezeno pod oknem úřadovny a není úplně zřejmé, zda vyskočil sám nebo byl vyhozen. Podle faráře Karla Výprachtického z nedalekého kostela po dopadu ještě chvíli žil, ale okolostojící gestapáci jej nechali vykrvácet. Taťána byla mezi jednotlivými výslechy převážena do místní donucovací pracovny. Stejně jako Haně Krupkové jí byla nabídnuta spolupráce, na rozdíl od ní ji ale nepřijala. Obě se ještě setkaly 1. července 1942, tedy den před Taťáninou smrtí v Pečkově paláci v Praze.

### Smrt
Vranešičovi se znali s jedním úředníkem pardubického gestapa, který chodil do vinárny Taťánina bratra Petra Vranešiče a který byl bezděky i zdrojem informací užitečných pro parašutisty. Přes něj byly vedeny pokusy na záchranu Taťánina života, gestapák k tomu ale buď neměl možnosti nebo vůli. Aby svou známou ušetřil scén na popravišti, připravil jí sám o život střelou do srdeční krajiny, odvezl na popraviště na pardubickém zámečku a zinscenoval popravu. Proto je její jméno uvedeno i v seznamu zde popravených ze dne 2. 7. 1942. Ke všemu se posléze přiznal její rodině. Jeho verzi potvrdila i výpověď řidiče pohřební služby Jaroslava Charypara, který uvedl, že tělo Taťány Hladěnové bylo na popraviště přivlečeno a že při odvozu mělo odpovídající smrtelné zranění. Stejného gestapáka žádala rodina alespoň o její popel, ten byl ale společně s popelem ostatních vysypán u třetího pilíře rosického mostu.

## Taťána Hladěnová v kultuře
- Ve filmu Operace Silver A režiséra Jiřího Stracha z roku 2007 hraje postavu Taťány Hladěnové její jmenovkyně Tatiana Vilhelmová. Její jméno je v něm mírně upraveno na Táňa Hladíková a zejména její smrt je zde podána zcela odlišně.
- V hraném dokumentu Stříbrné requiem hraje postavu Taťány Hladěnové Eliška Jechová.

## Pamětní deska
Pamětní deska na adrese „třída Míru 2671, 530 02 Pardubice I – Zelené Předměstí“ obsahuje sice chybné datum narození a poněkud jiné příjmení, ale zřetelně je věnována Taťáně Hladěnové. Na pamětní desce je nápis: „V TOMTO DOMĚ ŽILA / TÁŇA HLADĚNOVÁ *20.9.1920 / ZAHYNULA V DOBĚ HEYDRICHIÁDY 2.7.1942“.